# 連鎖書店列表
這是一個有实体店的連鎖書店列表。
在英国及大多數英語國家中，它們被稱作「書店」（Bookshops）和「報刊經銷店」（newsagents）。
在美国英语中，它們被稱作「bookstores」（有時或作「newsstands」），皆因它們通常銷售報章和雜誌。本列表包含現存及已結業的書店，及包括大型（擁有多間門店），但採取與大多數連鎖商業截然不同的商業模式營運的獨立書店。

## 澳大利亚
- 安格斯和羅伯遜
- 博德斯書店—已結業
- 柯林斯書店[1]
- 恬墨書舍
- 庫榮書店
- 昆士蘭書店
- 合作書店—已結業[2]
- WH史密斯

## 巴西
- 文化書店

## 加拿大
- 阿爾尚博
- 書城
- Chapters
- 科爾斯書店
- 英迪戈
- Kobo eBookstore
- 麥克納利·羅賓遜
- 雷諾-布雷

## 中國
- 三聯書店
- 葉壹堂
- 大眾書局
- 商务印书馆

## 爱沙尼亚
- 人民書局[3]

## 芬兰
- 學術書店（芬蘭語：Akateeminen Kirjakauppa）[4]
- 芬蘭書店（Suomalainen Kirjakauppa）[5]

## 法国
- Fnac—法國境內有78間具書籍部的店舖；另有65間分佈於另外8個國家
- 阿歇特發行服務
- 北方雪貂

## 德国
- 胡根杜貝爾書店—34間書店（book-department-stores）
- 塔利亞書店
- 世界觀—包括Weltbild Plus、Weltbild、Weltbild best、Jokers及Wohlthat等品牌（約350-400間門店）

## 希腊
- 亞諾斯書店

## 冰岛
- 埃蒙森書店

## 印度
- A.H.惠勒
- 科沃德書店
- DC圖書
- 希金博坦
- 地標書店
- 奧德賽
- 牛津書店
- 薩普納書屋

## 印度尼西亚
- 格拉美迪亞
- 阿貢山

## 爱尔兰
- 伊信父子
- 霍奇斯菲吉斯—英國水石品牌的一部份

## 以色列
- 佐米卡扎—原為連鎖書店，目前仍以獨立店舖（stand-alone store）形式經營
- 施泰馬斯基
- 圖書樞紐

## 意大利
- 費爾特里內利
- 阿诺尔多·蒙达多利出版社

## 日本
- Book Off
- 紀伊國屋書店
- 文化便利俱樂部—經營蔦屋書店[6]
- Libro
- 有隣堂

## 南韓
- 鐘路書籍—破產，重開時改名為Bandi&Luni's書店
- 教保文庫
- 永豐文庫

## 拉脫維亞
- 沃特和拉帕[7]

## 马来西亚
- MPH集團—經營MPH書店
- myNEWS.com
- 大眾書局
- 時代書局

## 墨西哥
- 經濟文化基金
- 甘地書店—28間書店[8]
- 波魯瓦書店

## 荷兰
- Audax集團—營運阿姆斯特丹報攤公司（AKO）、Bruna及Read Shop
- 德-斯萊格特—小型獨立連鎖

## 新西兰
- Paper Plus
- 惠特庫爾斯

## 巴基斯坦
- 費羅松斯

## 菲律宾
- 國家書店
- 雷克斯書店

## 波兰
- 恩皮克
- 科爾波特

## 葡萄牙
- 伯特蘭書店

## 沙特阿拉伯
- 賈裡爾書店

## 新加坡
- 葉壹堂
- 大眾書局
- 時代書局

## 南非
- 獨家圖書

## 瑞士
- 奧雷爾菲斯利

## 台灣
- 誠品書店

## 泰國
- 亞洲圖書
- 多基亞
- 奈因書店

## 英國
- 布萊克威爾—2022年歸水石旗下
- 博德斯 (英國)—2009年12月結業
- 但特書店
- 狄龍書店—1999年全線改名為水石書店
- 福伊爾書店—2018年起歸水石旗下
- 奧塔卡書店—遭HMV收購，2006年改名為水石
- The Works
- WH史密斯
- 水石書店

## 美國
- 亞馬遜書店—2022年結業
- 巴諾書店
- B.道爾頓書店—2013年結業
- Bookmans
- 百萬書局—2nd & Charles
- 博德斯圖書—2011年全線結業
- 布倫塔諾書店—2011年全線結業
- 皇冠圖書—2001年全線結業
- 德塞雷特圖書—亦有營運海鷗圖書
- 安可書店—1999年結業
- 家庭基督教商店—2017年全線結業
- 福萊特
- 半價書店
- 黑斯廷斯娛樂—2016年全線結業
- 哈德森集團—門店主要座落於機場及鐵路車站
- 約瑟夫-貝絲書店—亦有於纳什维尔及孟菲斯營運戴維斯-基德書店
- 克羅赫-布倫塔諾書店—1995年結業
- Media Play—2006年結業
- 鮑威爾書店—全球最大規模獨立書店（新書及二手書）[來源請求]
- 舒勒圖書
- 破爛封面書店
- 沃爾登書店—2011年結業